# 皮娅-索菲·沃尔特
皮娅-索菲·沃尔特（德語：Pia-Sophie Wolter；1997年11月13日—），德国女子足球运动员，司职中场，目前效力于法兰克福足球俱乐部和德国国家女子足球队。她曾入选2024年夏季奥林匹克运动会女子足球比赛德国队替补名单。